# Eridolius kamikochi
Eridolius kamikochi är en stekelart som först beskrevs av Mason 1962.  Eridolius kamikochi ingår i släktet Eridolius och familjen brokparasitsteklar. Inga underarter finns listade i Catalogue of Life.